# Henrik Blomberg
Johan Henrik Blomberg, född 8 april 1879 i Svanhals, död 9 maj 1936 i Stockholm, var en svensk konstnär.
Henrik Blomberg var son till godsförvaltaren Axel Blomberg och Berta Skarin samt bror till Reinhold Blomberg. Han utbildade sig i Stockholm och hade där en egen målarskola. Han var även verksam som porträttmålare. 
Han var aktiv inom det svenska skytteväsendet. Henrik Blomberg är begravd på Norra begravningsplatsen utanför Stockholm.